# BiP (phần mềm)
BiP là một phần mềm nhắn tin tức thời miễn phí được phát triển bởi Lifecell Ventures Cooperatief U.A., một công ty con của Turkcell tại Hà Lan. Phần mềm cho phép người dùng gửi tin nhắn văn bản, tin nhắn thoại và gọi điện video. Phần mềm có sẵn trên App Store, Google Play, và Huawei AppGallery. BiP có hơn 53 triệu người dùng toàn cầu, được ra mắt lần đầu năm 2013.

## Tính năng
BiP là một nền tảng bảo mật, và miễn phí. BiP hỗ trợ gọi video và gọi thoại, chia sẻ hình ảnh, video và vị trí. BiP cũng hỗ trợ dịch tức thời 106 ngôn ngữ và quy đổi tỷ giá ngoại tệ.

## Sử dụng
Ứng dụng thu hút 80 triệu lượt tải về toàn cầu.